# 桂林信息科技学院
桂林信息科技学院，是位于广西壮族自治区桂林市的一所民办普通高等学校，由东莞新弘电实业投资有限公司举办。

## 历史
2020年7月13日，广西壮族自治区教育厅发布《自治区教育厅关于征求〈全区独立学院转设总体方案（征求意见稿）〉意见的函》（桂教函〔2020〕892号），建议于2020年将桂林电子科技大学信息科技学院转设为民办本科高校桂林信息工程学院，定位为以信息技术为主的应用型本科学校，区别于母体高校以电子科技为主。2021年2月25日，广西壮族自治区教育厅发布公示，拟同意申报桂林电子科技大学信息科技学院转设为民办本科高校桂林信息科技学院，举办方拟变更为东莞市新弘电实业投资有限公司。
2021年5月17日，教育部发展规划司发布公示，拟同意桂林电子科技大学信息科技学院转设为民办本科高校桂林信息科技学院，举办方拟变更为东莞市新弘电实业投资有限公司。2021年6月，经主管部门批准，该校自当年高招起改以桂林信息科技学院名义招生。

## 系部设置
该院现拥有9个教学单位、32个本科专业，在校生11000余人。
- 信息工程学院
- 电子工程学院
- 机电工程学院
- 商学院
- 创意设计学院
- 外贸与外语学院
- 马克思主义学院
- 数学教研部
- 体育教研部